# Karl Beichl
Karl Beichl (* 14. September 1874 in Wien; † 18. Februar 1937 ebenda) war ein österreichischer Wünschelrutengänger.

## Leben
Karl Beichl besuchte die Pionierkadettenschule und wurde danach Militärbauingenieur und schließlich Oberst. Er galt als hervorragender Wünschelrutengänger, so dass er während des Ersten Weltkrieges mit seinen hydrotechnischen Untersuchungen die Trinkwasserversorgung der Truppen im Karst sichern konnte. Dieser Erfolg veranlasste die Regierung des verbündeten Osmanischen Reiches, ihn auch in der Türkei nach Wasser suchen zu lassen.
Als Privatmann nach dem Ersten Weltkrieg war er weiter als Rutengänger aktiv. In Österreich, Italien, Ungarn, der Tschechoslowakei, Jugoslawien und der Schweiz suchte er nach Wasser. Dazu kamen Einladungen aus Spanien und Kleinasien: Einer seiner größten Erfolge zu Friedenszeiten war die Auffindung einer Wasserader, die die Trinkwasserversorgung von Triest sicherte.
Karl Beichl wurde am 22. Februar 1937 auf dem Hernalser Friedhof beigesetzt.

## Ehrungen
- Während des Ersten Weltkriegs wurde er für seine Leistungen als Rutengänger mit dem Ritterkreuz des Franz-Joseph-Ordens mit Schwertern ausgezeichnet.
- 1988 wurde die Beichlgasse in Wien-Favoriten nach ihm benannt.

## Bedeutung
Karl Beichl gilt als bedeutender Radiästhet. Er schuf unter anderem eine Thermenkarte von Wien, wofür 1988 die Straßenbenennung nach ihm erfolgte.